# آواست
ضد ویروس آواست (به انگلیسی: avast! antivirus) نرم‌افزار ضدویروسی که توسط شرکت نرم‌افزاری آواست سافت‌ویر مستقر در شهر پراگ جمهوری چک ارائه می‌گردد. و برای اولین بار در سال ۱۹۸۸ منتشر شد. این نرم‌افزار دارای نسخه‌های رایگان و تجاری می‌باشد. این ضدویروس بیش از ۱۷۰ میلیون کاربر دارد.
در ژوئیه ۲۰۱۶ شرکت امنیتی آواست، رقیب خود AVG را تصاحب کرد و از این پس هر دو ضدویروس آواست و AVG یک پنل خواهند داشت.
شرکت های همکاری شده:اواست به انگلیسی(avast)،امنیت وب به انگلیسی (web security)بوده اند.

## تحریم ایران
این ضد ویروس در سال 2018 برای کاربران ایرانی تحریم شد

## ویژگی‌ها
برخی ویژگی‌های این ضدویروس در نسخه رایگان آن عبارتست از:
- حفاظت در برابر ویروس‌ها و جاسوس افزارهای رایانه‌ای
- حفاظت بلادرنگ از سیستم در برابر روت‌کیتها
- شناسایی برنامه‌های ناخواسته
- بروزرسانی سریع
- ویژگی شناسایی هوشمندانه (Heuristic engine)
- ویژگی اسکن خودکار و زمان‌بندی شده از سیستم
- محافظت از فایل‌های سیستمی در برابر بدافزارها
- محافظت در برابر ایمیلهای مخرب
- رابط گرافیکی کاربر پسند[۶]

## جوایز
- دریافت گواهینامه بهترین ضدویروس در آگوست ۲۰۰۹ توسط مؤسسه Virus Bulletin
- دریافت درجه Advanced از سایت AV Comparatives در آگوست ۲۰۰۹[۷]